# Delias clathrata
Delias clathrata is een vlindersoort uit de familie van de Pieridae (witjes), onderfamilie Pierinae.
Delias clathrata werd in 1904 beschreven door Rothschild.